# Нововасильєвський
Нововасильєвський (рос. Нововасильевский) — селище у Чановському районі Новосибірської області Російської Федерації.
Входить до складу муніципального утворення Отреченська сільрада. Населення становить 86 осіб (2010).

## Історія
Згідно із законом від 2 червня 2004 року органом місцевого самоврядування є Отреченська сільрада.

## Населення
| 2002 | 2007 | 2010 |
| ---- | ---- | ---- |
| 121  | ↘119 | ↘86  |